# Lipocarpha occidentalis
Lipocarpha occidentalis är en halvgräsart som först beskrevs av Asa Gray, och fick sitt nu gällande namn av Gordon C. Tucker. Lipocarpha occidentalis ingår i släktet Lipocarpha och familjen halvgräs. Inga underarter finns listade i Catalogue of Life.